# Сміле (Роменський район)
Смі́ле — село в Україні, в Роменському районі Сумської області. Населення становить 1424 осіб. Входить до складу Хмелівської сільської громади. До 2020 орган місцевого самоврядування — Смілівська сільська рада. Розташовано на півночі Роменського району на річці Бишкінь.

## Географія
Село знаходиться на березі річки Бишкінь, вище за течією на відстані 4,5 км розташоване село Сулими, нижче за течією примикає село Томашівка. На півночі межує з селом Ярове. На річці і пересихаючих струмках є кілька загат. Через село проходить автомобільна дорога Т 1916.
У селі річка Сміла впадає у Бишкинь.

## Історія

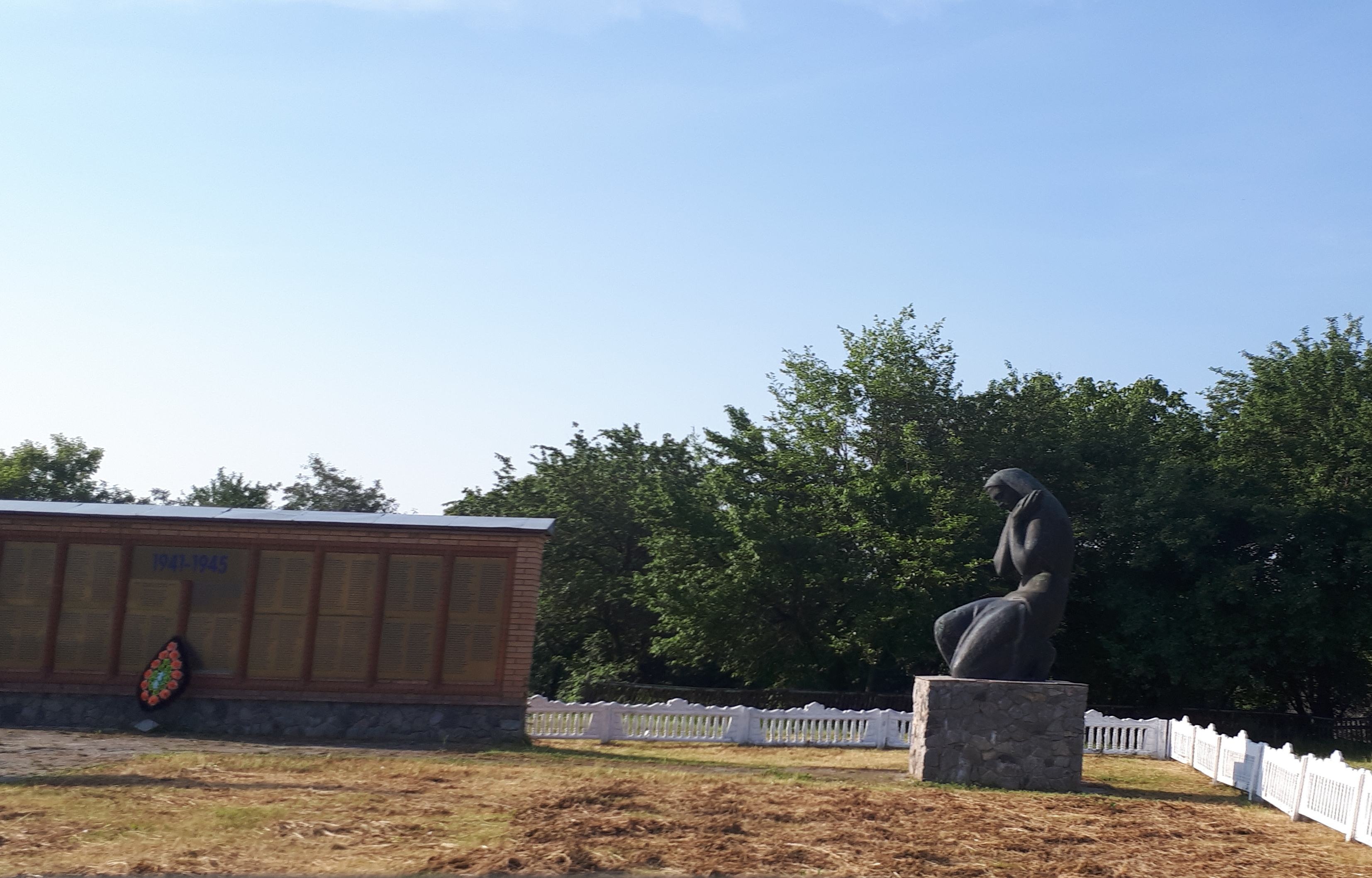
Братська могила в селі Сміле

1649 — козаки Паволоцького полку, які переселилися з Правобережної України (тепер Вінницька область, де й до цього часу є село Сміла), заклали фортецю Сміле. Було сотенним містечком Лубенського полку. З 1730-х рр. відома міська печатка Смілого з гербом — зображенням двох перехрещених стріл, під якими хрест у сяйві, поставлений на півмісяці. Сахно Феодосій у своїй книжці «Історія Смілого» подає такі дані:
Щоб проводити ревізію, до Смілого з'явились ревізори, але керівництво фортеці не впустило цих ревізорів. [..] Я так розгадав, чому так сталося. Справа в тому, що 1718 року документи на Сміле згоріли під час пожежі в Києво-Печерській Лаврі, а одержані дублікати керівництво Лаври залишило у себе, а тому в Самсонія справді не було чого пред'явити ревізорам. Та ревізори не залишили так у спокої Сміле і через Лавру добилися свого і записали: «533/28/100. Смілівській сотні м. Сміле, а в ньому в фортеці 348 дворів. Володіють Києво-Печерської Лаври архімандрит з братією. А городничий ієромонах Самсоній об'явив, що на це містечко і зазначені села мають вони жалувану грамоту.
До цього містечка надані чотири водяні млини на річці Бишкінь на сім паль мучних, чотири ступних та винниця з трьома казанами.
286 село Беседівка, а в ньому 93 двори, володіють ними також архімандрит з братією. В цьому селі є два млини вешняки на річці Хустці по дві палі мучних.
29. с. Гринівка, а в ньому 48 дворів, володіють ці ж монахи тої Києво-Печерської Лаври архімандрит з братією.
51. с. Томашівка, а в ньому 51 двір, котрим також володіють цього ж Києво-Печерського монастиря ченці.»
Отже, за ревізією 1729 року до Смілого належали села Беседівка, Гринівка та Томашівка, а в розпорядженні монахів було 6 водяних млинів та 11 паль мучних та ступних для виготовлення круп та ще винниця на три казани.
Кількість населення, що належало Лаврі, не записано, але записано двори по селах, всього 540 дворів. На ті часи в кожному проживало не менше 10 чоловік, отже монахи володіли приблизно 5,5 тисяч підлеглих.
Козацьке поселення Смілого, що складало більше частину, до цього обліку не вхобило, бо це робилось роздільно.
[…]
Виписка з ревізійної книги по Смілівській сотні Лубенського полку за 14 серпня 1740 року: Всього по смілівській сотні, окремо (без підданих Києво-Печерської Лаври) та іншого тимчасового населення, козацьких дворів, хат, а в них родин: Дворів — 722
Хат — 791
Родин — 791.
Всього по м. Смілому дворів — 388, хат — 366, родин — 366.
по с. Протасівка дворів — 172, хат — 189, родин — 189.
по с. Томашівка дворів — 98, хат — 109, родин — 109.
по с. Гринівка дворів — 33, хат — 35, родин — 35.
по с. Беседівка дворів — 12, хат — 26, родин — 25.
По м. Смілому окремо майстрових по цехах: Цеху кравецькому дворів — 28, хат — 30, родин — 30
цеху шевського дворів — 20, хат — 20, родин — 20
цеху ткацькому дворів — 9, хат — 9, родин — 9
цеху теслярському дворів — 3, хат — 3, родин — 3

цеху тертишників дворів — 4, хат — 4, родин — 4
Зі Смілим пов'язані життя й діяльність козацько-старшинських родів Гамалій, Громек, Полетик.
Містечко мало 6 церков, деякі з яких, як писав Стефан Таранушенко в книзі «Монументальна дерев'яна архітектура Лівобережної України», є шедеврами «українського (козацького) бароко» (зокрема, П'ятницька церква, Покровська церква). П'ятницька церква побудована у 1718 році, відбудована у 1817 році козаком Іваном Босиком. У XVIII столітті священиком Миколаївської церкви в Смілому був брат останнього кошового отамана Запорозької Січі Петра Калнишевського — Семен.
У XIX столітті містечко було адміністративнивним центром Смілянської волості Роменського повіту Полтавської губернії та чималим торговельно-ремісничим осередком, що за кількістю населення перевершував повітове місто Ромни.
1917 — місцевий учитель Олександр Костянтинович Ціолковський (син видатного вченого Костянтина Ціолковського) балотувався від виборців містечка до Установчих зборів.
Село постраждало внаслідок геноциду українського народу, проведеного урядом СРСР в 1932—1933 та 1946—1947 роках. Під час організованого радянською владою Голодомору 1932—1933 років померло щонайменше 2000 жителів села.
До 1960 року село було районним центром. В ньому працювали два заводи, хлібопекарня, молокозавод, м'ясозавод, сітоцех, велика кількість магазинів з різноманітною продукцією, 4 великих колгоспи із спільною назвою «Прогрес».
Указом Президії Верховної Ради УРСР від 1 червня 1960 року Смілівський район було розформовано.
У період 1968—1971 рр. села Сміле і Протасівка Смільвської сільради Роменського району були об'єднані в одне село Сміле (Рішення Сумського облвиконкому від 12.07.1968 року). У селі Протасівка з 1880 р. існувала церковнопарафіяльна школа, останім наставником якої був священик о. Петро Герасимов. Тут у 1916 році навчалися 74 дівчинки.
12 червня 2020 року, відповідно до розпорядження Кабінету Міністрів України № 723-р «Про визначення адміністративних центрів та затвердження територій територіальних громад Сумської області», село увійшло до складу Хмелівської сільської громади.
19 липня 2020 року, в результаті адміністративно-територіальної реформи та ліквідації Роменського району(1930—2020), громада увійшла до складу новоутвореного Роменського району.

## Населення
Згідно з переписом УРСР 1989 року чисельність наявного населення села становила 3008 осіб, з яких 1306 чоловіків та 1702 жінки.
За переписом населення України 2001 року в селі мешкала 2161 особа.

### Мова
Розподіл населення за рідною мовою за даними перепису 2001 року:
| Мова       | Відсоток |
| ---------- | -------- |
| українська | 97,74 %  |
| російська  | 2,17 %   |
| білоруська | 0,05 %   |
| молдовська | 0,05 %   |

## Економіка
- Смілівська ділянка ТОВ «Урожайна Країна»
- ТОВ «Смілівське інкубаторне підприємство».
- Смілівська ділянка ТОВ(РТП)

## Об'єкти соціальної сфери
- Дитячий садочок.
- Школа.
- Будинок культури.
- КОМУНАЛЬНИЙ ЗАКЛАД «СМІЛІВСЬКИЙ ІСТОРИКО-КРАЄЗНАВЧИЙ МУЗЕЙ» ХМЕЛІВСЬКОЇ СІЛЬСЬКОЇ РАДИ РОМЕНСЬКОГО РАЙОНУ СУМСЬКОЇ ОБЛАСТІ
- Комунальне некомерційне підприємство «Центр первинної медико-санітарної допомоги» Андріяшівської та Хмелівської сільських рад Роменського району Сумської області структурний підрозділ Смілівська амбулаторія

## Відомі люди
В селі народилися:
- Березанцев Пилип Іванович — доцент, лікар-фармаколог, кандидат медичних наук.
- Волошина Марія Яківна — вчителька, завідувачка Дяківської початкової (неповної середньої) школи Берездівського району Кам'янець-Подільської (Хмельницької) області. Депутат Верховної Ради СРСР 3—4-го скликань.
- Денисенко Олександр Васильович— український військовик, учасник російсько-української війни[13].
- Омельчук Юрій Дмитрович — український військовик, учасник російсько-української війни[14][15]
- Табала Олександр Миколайович - український військовий , учасник російсько-української війни
- Пархоменко Володимир Олександрович (1880—1942) — історик.
- Римар Володимир Павлович (1928 — ?) — буровий майстер Шебелинського управління бурових робіт Харківської області. Депутат Верховної Ради УРСР 7—10-го скликань.
- Сахно Феодосій Іванович (1918—1988) — автор книги «Історія Смілого».
- Тарасенко Олександра Калениківна — українська поетеса.